# 사상구 갑
부산 사상구 갑은 대한민국의 옛 국회의원 선거구이다. 당시 사상구의 일부 지역을 관할했다.

## 역사
1995년 3월, 북구의 일부 지역이 사상구로 독립했다. 이에 1996년 대한민국 제15대 국회의원 선거를 앞두고 신설되었다. 신설 당시 삼락동·모라동·덕포동·괘법동을 관할했다. 
제16대 국회의원 선거를 앞두고 사상구 갑, 을 선거구가 통합됨에 따라 폐지되었다.

## 관할 구역
| 대수 | 관할 구역                                                          |
| ---- | ------------------------------------------------------------------ |
| 15대 | 사상구 삼락동, 모라1동, 모라2동, 모라3동, 덕포1동, 덕포2동, 괘법동 |

## 역대 국회의원
| 선거   | 정당 | 정당     | 의원   |
| ------ | ---- | -------- | ------ |
| 1996년 |      | 신한국당 | 권철현 |

## 역대 선거 결과

### 대한민국 제15대 국회의원 선거
|  | 51.29% |

|  | 18.42% |

|  | 10.90% |

|  | 9.38% |

|  | 8.98% |

|  | 0.99% |